# Aguas Termales Villa de Cura
Las aguas termales de Villa de Cura están ubicadas en una montaña  (Topo  Agua Hedionda) con  una altitud de 820 metros sobre el nivel del mar, en la carretera Villa de Cura San Francisco de Asís, Tocorón al este de Topo Paso Hondo, al sur de Las Mercedes y al oeste de San Francisco de Asís en Aragua de Venezuela. Son aguas termales sulfurosas denominadas también La Hedionda'.